# Матеріалізм і емпіріокритицизм

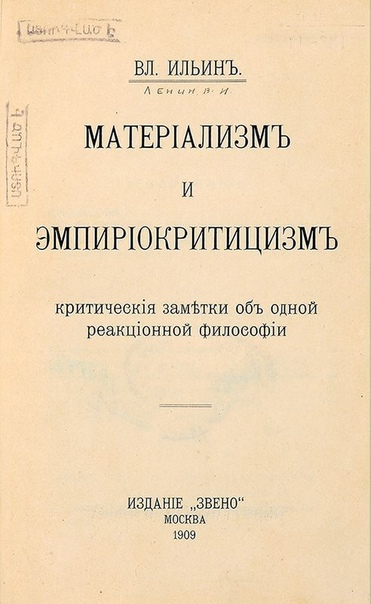
Обкладинка першого видання

Матеріалізм і емпіріокритицизм — філософсько-публіцистична брошура Леніна, опублікована в 1909 році у видавництві «Звено» під псевдонімом Вл. Ільїн. Повна назва твору: Матеріалізм і емпіріокритицизм. Критичні замітки про одну реакційну філософію. 
Книга була написана як полемічна відповідь на твір Олександра Богданова «Емпіоріомонізм». Крім Богданова Ленін критикує погляди широкого кола філософів, особливо представників суб'єктивного ідеалізму від Джорджа Берклі до Ернста Маха, сучасного йому представника напрямку позитивізму, який називався емпіріокритицизм.
У книзі Ленін дав визначення матерії, яке стало офіційним у радянській марксистсько-ленінській філософії, а також запропонував принцип відображення, як основу для розв'язання проблеми свідомості в матеріалізмі. Іншим важливим аспектом було проголошення практики як критерію істини.
Книга була написана в Женеві. Збираючи матеріал до неї, Ленін провів місяць у бібліотеці Британського музею.
Робота «Матеріалізм і емпіріокритицизм» увійшла в усі радянські багатотомні зібрання творів Леніна і за радянського часу поряд з «Філософськіми зошитами» (конспект Леніним книги Гегеля «Наука логіка») входила в обов'язкову програму навчання студентів усіх спеціальностей радянських ВНЗ'ів за фахами «марксистсько-ленінська філософія» та «Історія КПРС».

## Українські видання
- Ленін В.І. Матеріалізм і емпіріокритицизм. Крит. замітки про одну реакційну філософію. - Київ: Політвидав України. 1979, 371 с.